# Zmijavci
Zmijavci – miejscowość i gmina w Chorwacji, w żupanii splicko-dalmatyńskiej. W 2011 roku liczyła 2048 mieszkańców.